# キティニャーノ
キティニャーノ (伊: Chitignano) はイタリア共和国トスカーナ州アレッツォ県にある、人口約800人の基礎自治体（コムーネ）。

## 地理

### 位置・広がり

#### 隣接コムーネ
隣接するコムーネは以下の通り。
- カプレーゼ・ミケランジェロ
- キウージ・デッラ・ヴェルナ
- スッビアーノ

### 気候分類・地震分類
キティニャーノにおけるイタリアの気候分類 (it) および度日は、zona E, 2531 GGである。
また、イタリアの地震リスク階級 (it) では、zona 2 (sismicità media) に分類される。

## 行政

### 分離集落
キティニャーノには以下の分離集落（フラツィオーネ）がある。
| - Rosina - Taena - La Croce | - Monte Cucco - La Casella |